# برج بروكلين
برج بروكلين (بالإنجليزية: The Brooklyn Tower)‏ (يُشار إليه في الأصل باسم 9 شارع ديكالب، 340 امتداد شارع فلاتبوش) عبارة عن ناطحة سحاب فائقة الارتفاع ومتعددة الاستخدامات، وهي ناطحة سحاب سكنية في وسط المدينة في حي بروكلين في مدينة نيويورك.
تم تطويره بواسطة جي دي إس للتطوير ويقع على الجانب الشمالي من جادة ديكالب بالقرب من شارع فلاتبوش. يتكون الجزء الرئيسي من ناطحة السحاب من 93 طابقًا، ما يُقارب 1,073-قدم (327 م) هيكل سكني صممه شوب ارتيتكيس. يوجد مبنى بنك الادخار-دايم الموجود في قاعدة ناطحة السحاب، والذي صممه موبراي وأوفينجر ، والذي يعود تاريخه إلى القرن العشرين.
إن البرج هو أول مبنى شاهق الارتفاع في بروكلين، وكذلك أطول مبنى في بروكلين والأطول في مدينة نيويورك خارج مانهاتن. يحتوي مبنى بنك الادخار على واجهة من الرخام الأبيض مع أعمدة وسقف مقبب. يحتوي الجزء الداخلي للبنك على قاعة مستديرة سداسية تُستخدم كمساحة للبيع بالتجزئة.
ويشتمل المبنى على 120 ألف قدم مربع (11000 متر مربع) من مساحات الخدمات، بعضها داخل البنك. يستوعب قسم البرج ما يقارب من 150 وحدة سكنية و425 شقة للإيجار، بمساحة إجمالية تبلغ حوالي 466000 قدم مربع (43300 متر مربع).
تم بناء مبنى البنك في 1906-1908 لصالح بنك مبنى بنك الادخار في بروكلين . تم توسيع المبنى الأصلي، الذي كان بمثابة الفرع الرئيسي لبنك مبنى بنك الادخار لأكثر من قرن، بواسطة هالسي وماكورماك وهيلمر في 1931-1932. تم بيع البنك في عام 2014، وتم إنشاء برج بروكلين كملحق لبنك الادخار للتوفير ابتداءً من عام 2018. اكتملت البنية الفوقية للبرج خلال شهر تشرين الأول 2021، وبدأت مبيعات الوحدات السكنية في عام 2022.

## الموقع
يقع برج بروكلين في 9 شارع ديكالب و 340 امتداد شارع فلاتبوش في حي وسط مدينة بروكلين بمدينة نيويورك. يحتل موقع المبنى جزءًا كبيرًا من مبنى المدينة المثلث الذي يحده شارع فليت من الشمال الغربي، وشارع ديكالب من الجنوب، وامتداد شارع فلاتبوش من الشمال الشرقي. تواجه الزاوية الجنوبية الغربية ساحة للمشاة في ميدان ألبي، ويلتف برج بروكلين حول مبنى يقع في 33 شارع ديكالب إلى الجنوب الشرقي. يغطي الموقع 46,367 قدم مربع (4,307.6 م2) بواجهة 219.92 قدم (67.03 م) في شارع فلاتبوش وبعمق 380.8 قدم (116.1 م) من شارع فلاتبوش إلى شارع فليت.
إن المبنى مجاور لمشاريع شاهقة أخرى متعددة الاستخدامات، مثل أبراج سيتي بوينت الثلاثة مباشرة إلى الغرب ووان ويلوبي سكوير على بعد بناية واحدة غربًا. يقع حرم جامعة LIU في بروكلين، بما في ذلك مسرح بروكلين باراماونت، عبر امتداد شارع فلاتبوش إلى الشرق. يقع المبنى على الجانب الآخر من مدخل محطة ديكالب في مترو أنفاق مدينة نيويورك. يقع برج بروكلين ضمن عدة بنايات من أطول المباني السابقة في بروكلين، وبروكلين بوينت و 11 هويت. وقد تجاوز برج بروكلين كلاهما في حزيران 2021 عندما وصل ارتفاع الأخير إلى 721 قدم (220 م) . يتجاوز برج بروكلين ارتفاع بروكلين بوينت، ثاني أطول مبنى في بروكلين اعتبارًا من 2022، بحوالي 350 قدماً.

## الهندسة المعمارية
تم تطوير برج بروكلين بواسطة مجموعة تطوير جي دي إس التابعة لمايكل ستيرن. يتكون المبنى من عنصرين، تتضمن القاعدة مبنى بنك الادخار. تم بناء البنك في 1906-1908 وتوسيعه في 1931-1932، وقد تم تصميمه على طراز النهضة الكلاسيكية. يعد المبنى هو أطول مبنى في بروكلين، والأطول فعليًا في لونغ آيلاند، والأطول في مدينة نيويورك خارج مانهاتن. كانت شركة دبليو إس بي العالمية المهندس الإنشائي للبرج، في حين قامت شركة جاروس وباوم اند بولز بتوفير الهندسة الميكانيكية والكهربائية والسباكة. وكانت شركة الإنشاءات الداخلية التابعة للمطور، جي دي إس للبناء، هي المقاول الرئيسي.
يتشكل مبنى البنك الأصلي على شكل سداسي، بزوايا مشطوفة في الشمال والجنوب الغربي والجنوب الشرقي. عند البناء، كانت مساحة البنك تبلغ 114 قدم (35 م) في شارع فليت، 30 قدم (9.1 م) في ساحة ألبي، و 143 قدم (44 م) في شارع ديكالب. تم توسيع هذا لاحقًا إلى 202.17 قدم (61.62 م) في شارع فليت، 46.90 قدم (14.30 م) على الرواق المواجه لميدان ألبي، و 173.44 قدم (52.86 م) في شارع ديكالب. سيتم تحويل مبنى بنك الادخار إلى وحدة بيع بالتجزئة لناطحة السحاب.
سيواجه المدخل السكني شارع فليت، بينما سيكون مدخل التجزئة في امتداد فلاتبوش أفينيو. سيتم وضع المداخل الزجاجية لوحدات البرج على الجانبين مباشرة، مما يؤدي إلى الردهة. تم تصميم البرج على شكل سداسي. في كل جانب من جوانبه الستة، يتميز برج بروكلين بانتكاسات طفيفة تنتهي بتاج.

### الواجهة

#### بنك الادخار-دايم
كان مبنى بنك الادخار أول مبنى بنك في الولايات المتحدة مغطى برخام بينديلي . كانت هناك حاجة إلى حوالي 2000 طن من الرخام البينديلي لبناء البنك. يعلو مبنى البنك حاجز عميق تعلوه العلية في الطابق الخامس. الأقسام الوحيدة من البنك التي لا تحتوي على واجهة رخامية هي الجدار الخلفي (الشمالي)، بالإضافة إلى العلية في الطرف الشرقي من شارع ديكالب. كلاهما مصنوع من الطوب البرتقالي اللون. يحتوي السطح على قبة رخامية ملساء ترتكز على قاعدة من النماذج وثلوبات سداسية مع أكروتيريا .

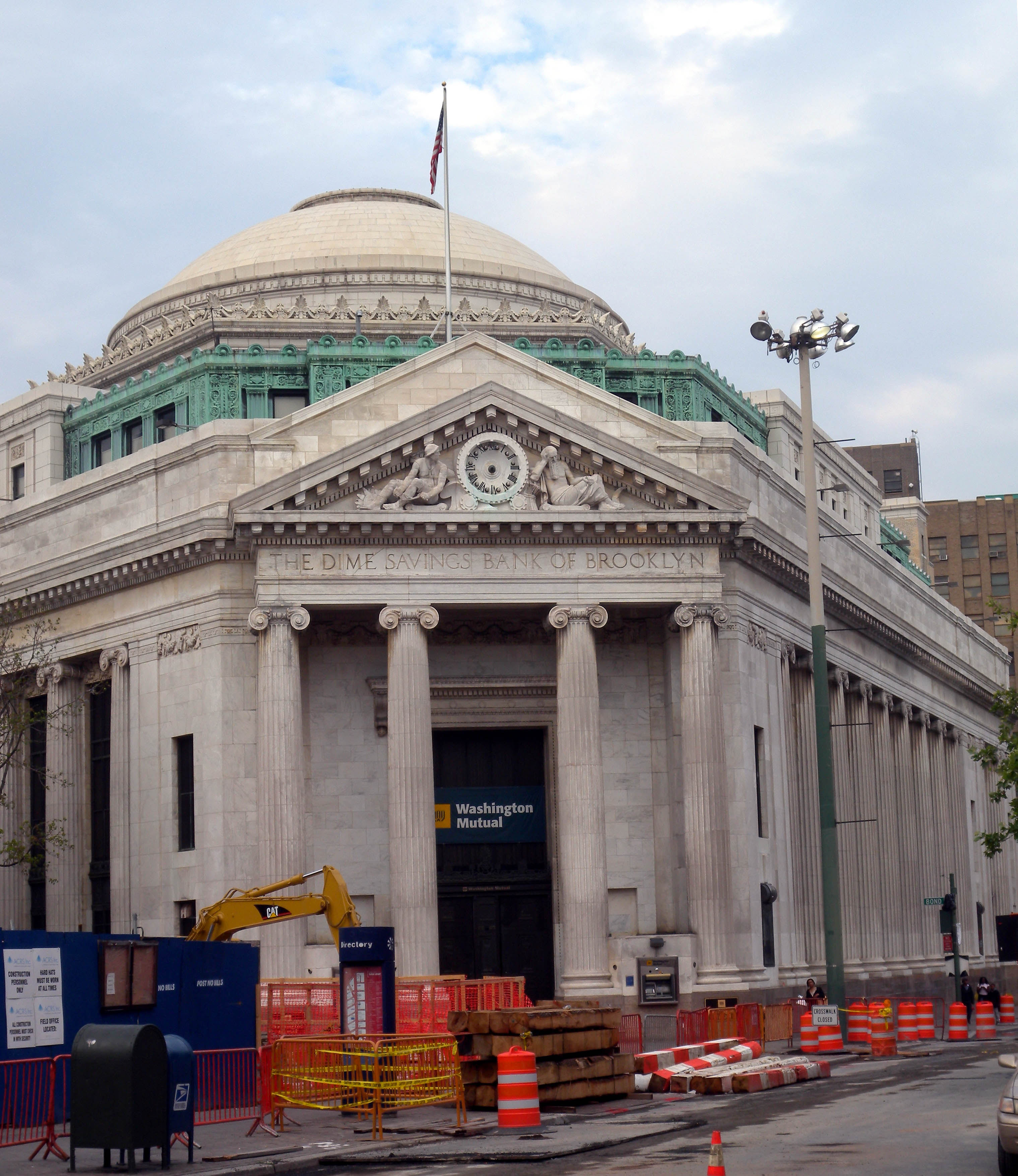
تفاصيل المدخل الرئيسي

في الركن الجنوبي الغربي من المبنى، يوجد رواق مدخل ذو نمط رباعي يواجه ساحة المشاة في ساحة ألبي. أربعة أعمدة أيونية تدعم إفريزًا مكتوبًا عليه عبارة "مبنى بنك الادخار بروكلين" وقاعدة مثلثة. خلف الأعمدة، يؤدي منحدر من الساحة إلى فتحة متعددة الطوابق، محاطة بإطار رخامي بزخارف من أوراق الأقنثة والبيزنت والخرز. يحتوي الجزء السفلي من الفتحة على بابين منفردين، مقسمين بواسطة ترومو متعدد الألواح.  مباشرة فوق الأبواب توجد شبكات رافدة، مع لوحات تصور التمثال ميركوري والعديد من الشخصيات ذات الصلة بالصناعة. يحتوي الجانب السفلي من الرواق، على ألواح سداسية. تحتوي التلع على المجموعة النحتية المنحوتة "صباح ومساء الحياة" مع تجسيد "صباح" شاب و"مساء" كبير السن. تم تصميم هذه التلع بواسطة النحات لي لوري كجزء من تجديد 1931-1932.
تتشابه واجهات شارع فليت وشارع ديكالب تقريبًا، مع أعمدة من الأعمدة المخددة ذات الطراز الأيوني، والتي تقسم كل واجهة إلى خلجان . يوجد داخل كل خليج فتحة طويلة بألواح نوافذ زجاجية. يوجد فوق الصف السفلي من النوافذ ألواح برونزية مزينة بزخارف الرؤوس والزهور. تحتوي قمم كل فتحة على أكاليل منحوتة من الفاكهة. فوق الأعمدة، يحتوي مستوى العلية على فتحات نوافذ مفصولة بأعمدة ويعلوها إفريز بنمط المفتاح اليوناني.
الأعمدة على كلا الواجهتين محاطة بخلجان نهائية، تحتوي كل منها على نافذة ذات إطار معدني بين زوج من الأعمدة الرخامية. تم نحت رؤوس الكباش وأكاليل الفاكهة في الجزء العلوي من كل خليج نهائي، ويحتوي تاج كل عمود على نمط مفتاح يوناني. في الطرف الشرقي من واجهة شارع ديكالب، يوجد ممر محاط بربع أعمدة. يوجد في الجزء السفلي من الممر أبواب بإطارات من الألومنيوم، وفوقها رافدة بألواح برونزية. الأبواب والألواح البرونزية محاطة بممر رخامي تعلوه لافتة تحمل اسم المبنى ودايمًا بغطاء ميركوري. يحتوي الجزء العلوي من الممر على حجر الأساس برأس من الميركوري.

#### البرج
الجزء الخارجي للبرج مكسو بالحجر والبرونز والفولاذ المقاوم للصدأ،  مع أعمدة سداسية منتشرة في جميع أنحاء الواجهة. تصميم مبنى مبنى بنك الادخار مستوحى من تصميم البرج.
أشار جريج باسكواريلي، أحد المهندسين المعماريين الرئيسيين في شوب، إلى التصميم على أنه "قوي" و"أنيق للغاية". وفقًا لباسكاريللي، كان المقصود من البرج أن يكون "محترمًا للمعلم، ولكن ليس مشتقًا منه".
قاعدة البرج السكني مكسوة بالحجر لاستكمال ضفة النهر،  وتصبح الواجهة أكثر قتامة تدريجياً مع ارتفاعها. وتشبه المسافة بين قوائم البرج الرأسية المسافة بين كل عمود من أعمدة البنك. تم إخراج القوالب من الحائط الساتر الزجاجي  وتحتوي على حواف حادة في مواقع معينة، مما يعطي انطباعًا بوجود واجهة متداخلة. تم تصميم الجزء الخارجي بحيث يظهر جانبان متجاوران عند النظر إلى البرج من زاوية معينة كما لو أنهما مستوى واحد. كانت هذه إشارة إلى ناطحات السحاب الأقدم على طراز آرت ديكو مثل مبنى كرايسلر ومركز روكفلر. وأكد باسكواريلي أيضًا على أصول البرج على طراز آرت ديكو من خلال وصف البرج السكني بأنه " مبنى إمباير ستيت في بروكلين".

### التصميم الداخلي
وسيشمل برج بروكلين ما يصل إلى 140,000 قدم مربع (13,000 م2) من المساحة التجارية. تشتمل مساحة التجزئة على وحدة واحدة في الطابق السفلي والطوابق من الأول إلى الرابع من البنك، وتغطي حوالي 50,000 قدم مربع (4,600 م2) ، بالإضافة إلى وحدة ثانية تبلغ مساحتها حوالي 30,000 قدم مربع (2,800 م2) . بالإضافة إلى ذلك، توجد مساحة مكتبية تجارية في الطابق الثالث من قسم البرج وصالة ألعاب رياضية تجارية في الطابق الرابع من كل من البرج والبنك. تم تصميم التصميمات الداخلية للوحدات السكنية في برج بروكلين بواسطة جاشوت ستوديوز/ . كانت المصممة الداخلية كريستا نينيفاجي مسؤولة عن تصميم الديكورات الداخلية للمرافق، وكان اتش ام وايت هو مهندس المناظر الطبيعية.

#### قاعة البنوك

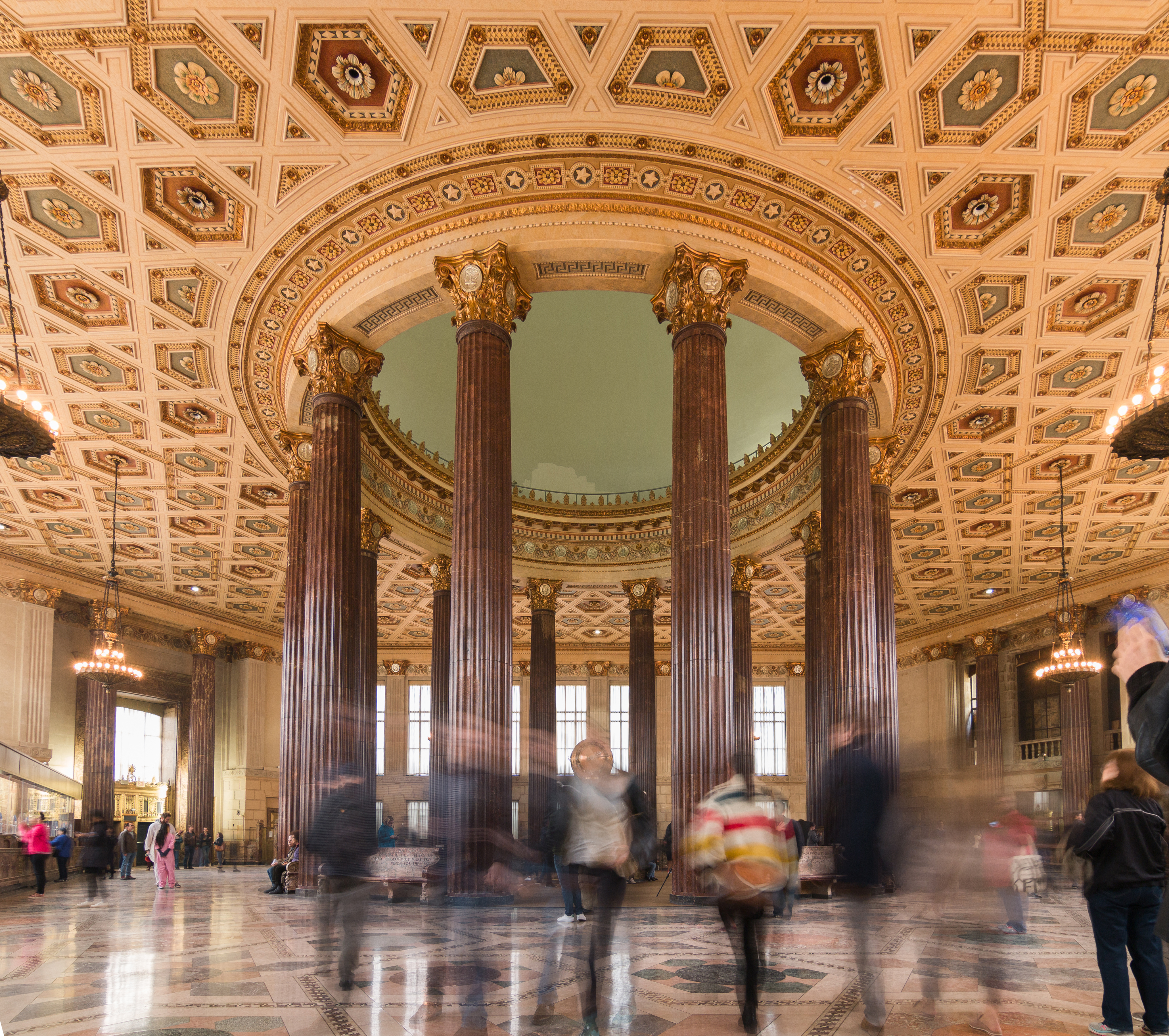
الجزء الداخلي من غرفة البنوك

كان الجزء الداخلي في الأصل مكسوًا بالرخام الأخضر. في البداية، كانت غرفة الخدمات المصرفية أصغر بكثير، مع شاشة مضادة تحيط بمثلث في وسط الغرفة. تضمن التصميم الأصلي للبنك أرضية رخامية رمادية اللون من ولاية فيرمونت وجدارًا من الجبس باللون الكريمي. كان التصميم الأصلي يحتوي على قبة من الزجاج الملون على سطح غرفة البنوك الرئيسية، بقياس 40 قدم (12 م). في الجزء الخلفي من الغرفة هناك باب قبو يصل وزنه إلى 15 طنًا. كان لا بد من إسقاط جزء من الأرضية في كل مرة يُفتح فيها باب القبو. كانت هناك أيضًا غرفة لمجلس الإدارة في الجزء الخلفي من غرفة البنوك. كان الطابق السفلي يحتوي على ميدان رماية لحراس أمن البنك، والذي لم يعد قيد الاستخدام.
غرفة البنوك الحديثة عبارة عن مثلث تقريبًا يبلغ طوله 160 قدم (49 م) من كل جانب. تبلغ مساحة غرفة الخدمات المصرفية 16,750 قدم مربع (1,556 م2) بسقف يبلغ 40 قدم (12 م) طويل القامة. يتم استخدام سبعة أنواع من الرخام في غرفة البنوك. تحتوي الأرضية الرخامية على زخارف نجمية وسداسية. عندما كان البنك يعمل، كانت هناك مكاتب صرافين من الرخام الوردي والأسود على جانبي الغرفة. الجزء السفلي من الجدران مصنوع من الحجر الرملي العادي، ويحتوي على فتحات تعلوها حجر أساس ملتف. يوجد فوق الإفريز أعمدة مخددة تحيط بالنوافذ الطويلة من الخارج. يحتوي السقف المغطى على زخارف نجمية ومسدسية مماثلة للأرضية. ويحيط بالسقف شريط يحتوي على نجوم داخل دوائر وزهور داخل مستطيلات. بالإضافة إلى ذلك، هناك ستة ثريات برونزية معلقة من السقف.
يوجد في وسط غرفة البنوك قاعة مستديرة تمت إضافتها خلال توسعة 1931-1932. تحتوي القاعة المستديرة على 12 عمودًا من الرخام الأحمر. تيجان كل عمود مذهبة ومصممة بالترتيب الكورنثي. تحمل الأعمدة سطحًا مزخرفًا متعدد الألوان، والأعمدة محاطة بقبة دائرية زرقاء سماوية في المركز. كما توجد مقاعد من الرخام الوردي عند قواعد الأعمدة. يوجد أسفل القبة ساعة برونزية ثلاثية الأوجه تقف على قاعدة من الرخام الأسود ومحاطة بمقعد رخامي.
تحتوي الزاوية الجنوبية الغربية لغرفة البنوك على زوج من الأعمدة الرخامية الطويلة على جانبي المدخل الرئيسي. تشتمل الزاوية الجنوبية الشرقية على زوج من الأعمدة الرخامية، بينهما درج رخامي يؤدي إلى ردهة مثلثة ودهليز في شارع ديكالب. تتميز ردهة ديكالب بجدران مغطاة بالرخام وأعمدة صدفية، ويمتد فوقها إفريز بنمط المفتاح اليوناني. تم وضع شاشات الزينة عبر المداخل التي تؤدي من الردهة إلى الطابق السفلي. دهليز المدخل ذو جدران رخامية وشبكات برونزية. فوق الردهة توجد صالة السيدات التي تطل على غرفة البنوك. أرضية الصالة مشابهة في تصميمها للأرضية السداسية لغرفة البنوك. تحتوي الجدران على نقش رخامي وورق حائط.

#### اللوبي والمرافق
تتميز الردهة السكنية ذات الارتفاع المزدوج في شارع فليت بجدران من خشب البلوط الأبيض. تم تصميم الردهة السكنية من قبل شركة وودز باغوت. تحتوي الردهة أيضًا على بعض الأسطح الحجرية وسقف مقبب، وكلاهما مصمم للإشارة إلى تصميم قاعة البنوك.
سيحتوي المبنى على 120,000 قدم مربع (11,000 م2) من المرافق. توجد المرافق الرئيسية في الطابقين الخامس والسادس. يحتوي الطابق الخامس من البرج على شرفة خارجية  تلتف حول قبة البنك. وهناك ثلاثة حمامات سباحة على سطح مبنى البنك. تم وضع بار كوكتيل وصالة بجوار منطقة المسبح. سيتم تسمية هذه المنطقة باسم مسبح وشرفة القبة. وفي المبنى أيضًا بركة سباحة رابعة ضمن مركز داخلي للياقة البدنية. ستحتوي المرافق أيضًا على غرفة مؤتمرات وغرفة اجتماعات وغرفة طعام ومطبخ وغرفة بلياردو وغرفة أفلام للمقيمين. تبلغ مساحة صالة الألعاب الرياضية أكثر من 36,000 قدم مربع (3,300 م2). يوجد فوق هذه المنطقة مساحة ميكانيكية يصل طولها إلى 24 قدم (7.3 م).
يضم المبنى أيضًا ملعبًا لكرة السلة في الطابق 66 وصالة في الطابق 85. تم الإعلان عن ملعب كرة السلة الموجود في الطابق 66 باعتباره أطول ملعب كرة سلة سكني في العالم. تم تصميم ملعب كرة السلة بلوحة ألوان مشابهة لتلك الموجودة في مركز باركليز القريب. يتضمن هذا المستوى أيضًا مسارًا للكلاب ومساحة لكرة القدم وملعبًا خارجيًا. الطابق 66 مفتوح على الهواء الطلق من جميع الجوانب، مما يسمح بمرور الرياح عبر المبنى ويقلل من التأرجح في الطوابق العليا.

#### وحدات البرج
يضم البرج حوالي 150 وحدة سكنية و425 شقة للإيجار، بمساحة تبلغ حوالي 466,000 قدم مربع (43,300 م2) .  تبدأ الشقق السكنية في الطابق 52  أو 53  وتبلغ مساحتها أكثر من 500 قدم (150 م) فوق مستوى سطح الأرض. قبل الانتهاء من بناء برج بروكلين، في عام 2022، تم التعاقد مع العديد من المصممين لإنشاء ثلاث شقق نموذجية، تتميز كل منها بمفروشاتها وديكوراتها المختلفة.
تقدم المطورون بطلب للحصول على إعفاءات ضريبية من خلال برنامج الإعفاء الضريبي 421-أ الخاص بالولاية في عام 2015، قبل انتهاء صلاحية هذا البرنامج، الأمر الذي يتطلب تخصيص ما لا يقل عن عشرين بالمائة من وحدات المبنى كمساكن ميسورة التكلفة. وعلى هذا النحو، سيتم تخصيص 30 بالمائة من إجمالي شقق برج بروكلين للمساكن ذات الأسعار المعقولة، والتي يمكن للمقيمين المحتملين التقدم إليها باستخدام نظام يانصيب الإسكان في ولاية نيويورك. تتكون الشقق ذات الأسعار المعقولة إلى حد كبير من استوديوهات أو شقق بغرفة نوم واحدة، وهي متاحة للمقيمين الذين يكسبون ما لا يقل عن 130 بالمائة من متوسط الدخل في الرموز البريدية المحيطة. 19 شقة فقط من الشقق ذات الأسعار المعقولة تحتوي على أكثر من غرفة نوم واحدة.
تستخدم كل وحدة تشطيبات من الرخام والبرونز والفولاذ المقاوم للصدأ، على غرار المواد المستخدمة في السطح الخارجي للبرج. تحتوي الوحدات على أبواب خشبية بتشطيبات من خشب الماهوجني وأجزاء نحاسية، بالإضافة إلى الشمعدانات النحاسية ومداخل من الجرانيت الأسود. تشتمل المطابخ على تفاصيل وتشطيبات برونزية، بالإضافة إلى أجهزة من ميلي، بما في ذلك الثلاجات وغسالات الأطباق والأفران والغسالات والمجففات.
يوجد أيضًا داخل المطابخ خزائن سوداء وبرونزية مع أسطح مصنوعة من الرخام  أو الجرانيت الأسود. أدراج المطبخ غير مجهزة بمقابض، وهو ما كان يهدف إلى التأكيد على التصميم المفتوح للمساحة. تحتوي الحمامات على بلاط أرضيات وجدران سداسية من الرخام، بالإضافة إلى شمعدانات زجاجية على خزائن الأدوية. تحتوي كل وحدة سكنية على نوافذ كاملة الارتفاع يصل طولها إلى11 قدم (3.4 م). ونظرًا لكتلة البرج السداسية، فإن الجدران في كل شقة ليست متوازية بشكل عام مع بعضها البعض.

## تاريخ

### مبنى البنك

#### البناء

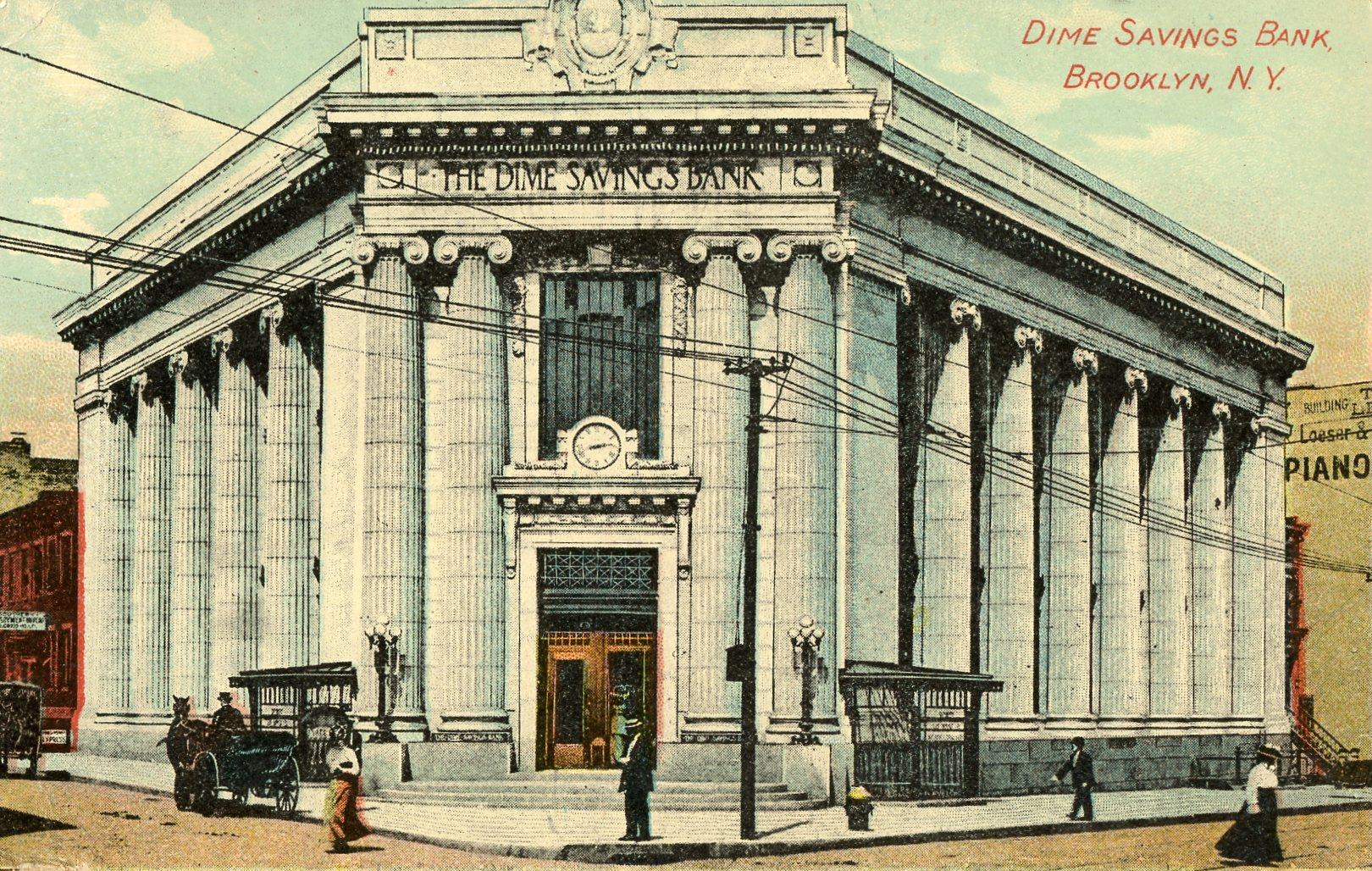
بطاقة بريدية عام 1912.

تم تأسيس بنك مبنى بنك الادخار في بروكلين في عام 1859؛ يشير اسمها إلى حقيقة أن العملاء يمكنهم في الأصل إنشاء حساب بمبلغ زهيد يصل إلى عشرة سنتات. انتقل المكتب الرئيسي للبنك عدة مرات في أواخر القرن التاسع عشر مع نمو مدينة بروكلين. بحلول القرن العشرين، كانت بروكلين جزءًا من مدينة نيويورك الكبرى، وكانت وسائل النقل والشركات تتوسع في المنطقة الواقعة شرق قاعة بروكلين بورو (والذي يعرف الآن بميدان ألبي). تم الإعلان عن مبنى مكتب منزلي جديد لبنك مبنى بنك الادخار فيجادة ديكالب وشارع فليت في أيلول بلغت تكلفة الحصول على الموقع غير المنتظم 230 ألف دولار.
كان جون تاتشر وأولاده هم المقاولون العامون في المشروع. تم توفير رخام بينيديلي للبنك من قبل نقابة إنجليزية، والتي أعادت فتح محاجر الرخام القديمة قبل وقت قصير من بناء البنك. تكلفة البناء 600.000 دولار، بما في ذلك تكلفة الموقع.
قالت صحيفة نيويورك تريبيون إن البنك كان "أول مؤسسة ذات أهمية تعبر إلى الجانب البعيد من شارع ديكالب"، في الوقت الذي كانت فيه منطقة التسوق في وسط مدينة بروكلين تقع إلى حد كبير جنوب شارع ديكالب. انتقل بنك الادخار إلى مبنى جادة ديكالب في 19 كانون الأول 1908.

#### التوسع والسنوات اللاحقة
تم توسيع المكتب الرئيسي لبنك الادخار في عام 1918 ليشمل تصميم تراسل س. ووكر. افتتح بنك الادخار أول فرع مصرفي له في بنسونهيرست في عام 1929، تلاه فرع ثانٍ في فلاتبوش في عام 1932. لمواكبة هذا النمو، قام البنك بتعيين هالسي ومكورماك وهيلمر (الآن مانشيني دافي ) لتصميم توسعة كبيرة لفرعه المركزي، الذي تم بناؤه من عام 1931 إلى عام 1932. لهذا التوسع، حصل هالسي وماكورماك وهيلمر على جائزة "البناء المتميز" من غرفة تجارة بروكلين. تم ترخيص بنك الادخار لبيع التأمين على الحياة في أيلول 1941. لاستيعاب قسم التأمين على الحياة الجديد والمكاتب الموسعة للأقسام الأخرى، قام البنك ببناء ملحق مكون من 5 طوابق وطابق سفلي على طول امتداد شارع فلاتبوش.
افتتح بنك الادخار معرضًا دائمًا للباحثين عن شراء المنازل في الطابق السادس من المبنى في عام 1944،  مع أكثر من 42000 زائر في عامه الأول. تم افتتاح معرض مجاني لمشتري المنازل في الطابق الثاني في عام 1948 وتم نقله إلى الطابق الرئيسي المجاور للقاعة المستديرة في عام 1949. استقبل 250.000 زائر خلال 5 سنوات. استضاف مبنى البنك أيضًا أحداثًا أخرى، مثل عرض الأوركيد في عام 1954  وعرض الأعمال الفنية لبابلو بيكاسو في عام 1962. بدأت نوافذ الصرافين على الرصيف العمل أيام السبت في عام 1956، مما جعل فرع جادة ديكالب هو المبنى البنكي الوحيد في المدينة الذي يعمل خلال أيام السبت. في العام التالي، قام بنك الادخار بتجديد معرض مشتري المنازل بجوار القاعة المستديرة.
كتب بول جولدبرجر لصحيفة نيويورك تايمز في عام 1986 أنه "لا يوجد بنك فخم آخر يعلمنا درسًا جيدًا في التصميم الحضري" مثل مبنى بنك الادخار. واستضافت لجنة الحفاظ على معالم مدينة نيويورك جلسات استماع عامة في حزيران 1993 لتحديد ما إذا كان سيتم تعيين واجهة البنك، إلى جانب ثلاثة بنوك أخرى في بروكلين واثنان في مانهاتن،  كمعالم للمدينة. قامت لجنة الحفاظ على معالم مدينة نيويورك (LPC) بتعيين مبنى البنك باعتباره أحد معالم المدينة في 19 تموز 1994  استحوذت شركة واشنطن ميوتول Washington Mutual على مبنى الادخار في عام 2002  ثم استحوذت عليها شركة جاي بي مورجان شركة JPMorgan Chase في عام 2008. وبعد ذلك، تم استخدام مبنى 9 جادة ديكالب كفرع لـ جي بي مورجان تشيس.

### تطوير برج سكني

#### اكتساب الموقع

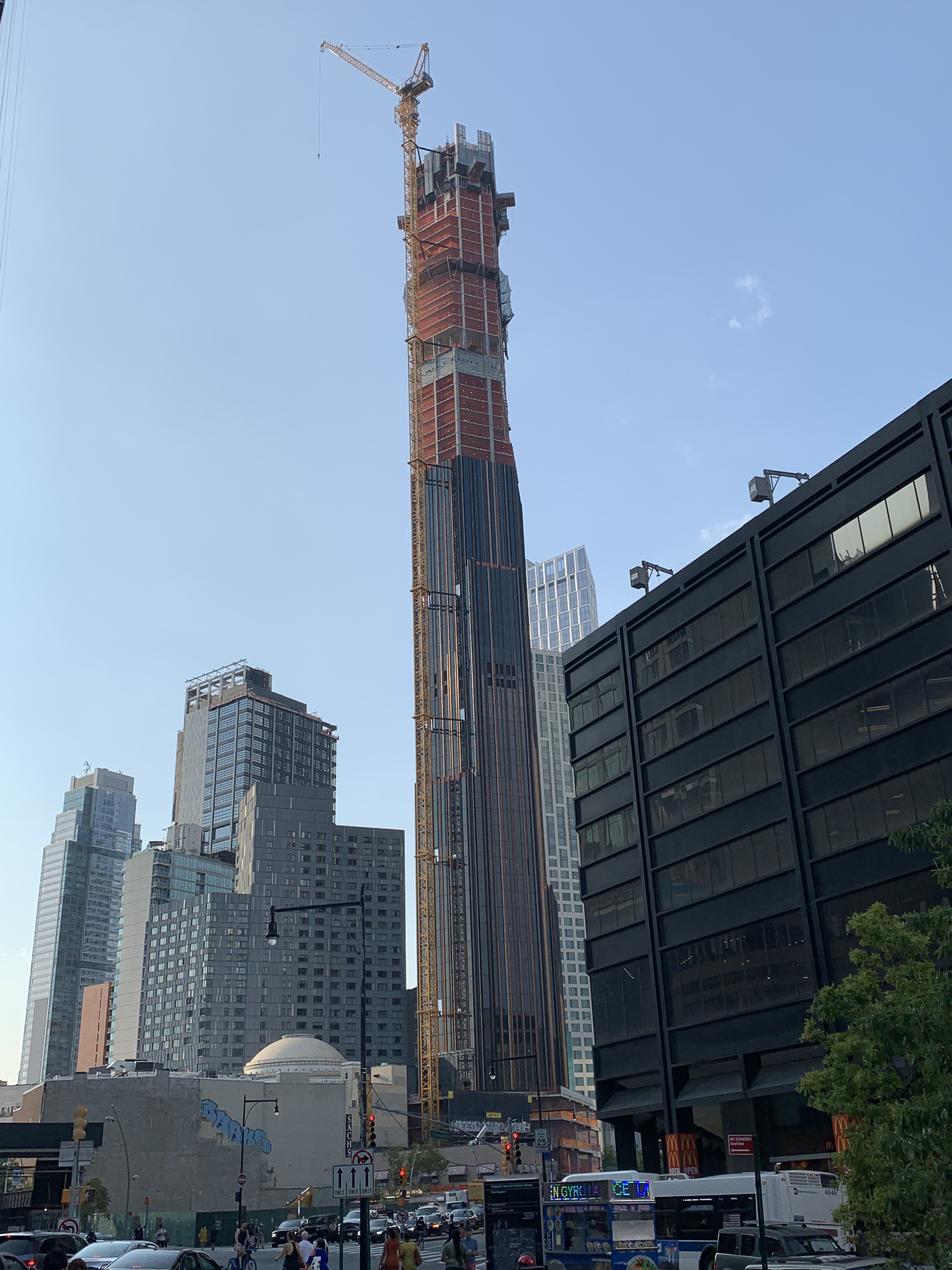
البرج المتجه شمالًا من شارع فلاتبوش وشارع فولتون

في عام 2004، وافقت إدارة تخطيط المدن في مدينة نيويورك على إعادة تقسيم كبيرة لأجزاء من وسط مدينة بروكلين. أدى ذلك إلى توسع كبير في المساحات المكتبية والتجزئة في الطابق الأرضي، مثل تلك الموجودة في سيتي بوينت. أبرمت مجموعة شيتريت التابعة لشركة جي دي اس و جوزيف شيتريت عقدًا لشراء امتداد شارع فلاتبوش 340 وهو مبنى مكتبي مكون من ستة طوابق مجاور لبنك بن الادخار، في أواخر عام 2013. تم الانتهاء من عملية البيع في حزيران 2014، حيث دفعت شركة تشيتريت وجي دي اس مبلغ 43.5 مليون دولار.
خططت جي دي اس و تشيتريت أيضًا للاستحواذ على مبنى من طابقين، الذي يشغله مطعم، لاستخدام حقوقه الجوية. كان من الممكن أن تصل الصفقة إلى ما يقرب من 20 طابقًا من المساحة الإضافية في المبنى الجديد. كان مطعم جونيور، الذي افتتح عام 1950، أحد المطاعم الشهيرة في بروكلين. قام آلان روزين، مالك مبنى جونيور، بعرضه للبيع في شباط 2014، مع اشتراط أن يقوم أي مشتري بإعادة فتح مطعم جونيور في الطابق الأرضي. تلقى روزن أيضًا عرضًا أعلى تبلغ قيمته حوالي 45 مليون دولار، والذي كان سيتطلب من جونيور مغادرة الموقع. بعد شكاوى من العملاء الذين يخشون إغلاق المتجر، قرر روزين في النهاية عدم بيع المبنى الخاص به في أيلول 2014.
وفي الوقت نفسه، أعرب جي بي مورغان تشيس عن اهتمامه ببيع حقوق البث الجوي لبنك الادخار إلى جي دي اس ومجموعة شيتريت في نيسان 2014. وهذا من شأنه أن يضيف حوالي 385,000 قدم مربع (35,800 م2) مساحة قابلة للتطوير أي حوالي 30 طابقاً. بالنسبة الى اوقات نيويورك ، إذا تمكنت جي دي اس ومجموعة شيتريت من الحصول على جميع حقوق الهواء في المبنى، فيمكن إنشاء ناطحة سحاب يزيد ارتفاعها عن 1000 قدم في الموقع. تم تقديم خطط الهيكل لأول مرة في منتصف ذلك العام، والتي تدعو إلى بناء مبنى مكون من 70 طابقًا بارتفاع 775 قدمًا.

#### التمويل والموافقة
في كانون الأول 2015، قدمت مجموعة القلعة الاستثمارية قرضًا بقيمة 115 مليون دولار إلى جي دي اس ومجموعة شيتريت لشراء الموقع ولإعادة تمويل الديون المرتبطة بممتلكات بنك الادخار.
في ذلك الوقت، كان من المتوقع بيع البنك بأكثر من 100 مليون دولار. في الشهر نفسه، استحوذت جي دي اس ومجموعة شيتريت على مبنى بنك الادخار مقابل 90 مليون دولار باستخدام أموال إعادة التمويل. كان هذا جزءًا من الاتجاه السائد في أوائل القرن الحادي والعشرين، عندما تم تحويل العديد من مباني البنوك القديمة في جميع أنحاء الولايات المتحدة إلى مباني سكنية.
أصدرت جي دي اس و تشيتريت خطة معدلة في أوائل عام 2016، مما أدى إلى زيادة الارتفاع قليلاً مع تقليل مساحة البيع بالتجزئة. وبموجب المخططات الجديدة، كان من المقرر أن يبلغ ارتفاع البرج 1066 قدمًا. وافقت لجنة استخدام الأراضي التابعة لمجلس مجتمع بروكلين 2 بسرعة على المشروع. نظرًا لأن ناطحة السحاب المقترحة تتضمن تعديل مبنى البنك المميز، كان على جي دي اس و تشيتريت الحصول على إذن من ال بي سي،  التي وافقت على التعديلات المقترحة في نيسان 2016. تشمل التغييرات إزالة الإضافات غير الأصلية للبنك، وإصلاح الأضرار التي لحقت بعناصر البنك الرخامية والنحاسية،  وهدم جزء من الجزء الخلفي للبنك لإفساح المجال أمام الإضافة السكنية الجديدة. وعندما تمت الموافقة على المخططات، اعترض بعض المراقبين على الارتفاع والظلال التي يلقيها المبنى الجديد.

#### البناء
بدأ بناء البنية الفوقية فوق الأرض في منتصف عام 2018. في نوفمبر 2018، تم الإبلاغ عن أن صندوق ديون شركة سيلفرشتاين العقارية، سيلفرستين كابيتال، يقترب من الحصول على قرض ميزانين بقيمة 240 مليون دولار للمشروع، بالإضافة إلى 400 مليون دولار من الديون الإضافية من أحد كبار المقرضين. تم إغلاق القرض في نيسان 2019، إلى جانب 424.1 مليون دولار لتمويل البناء من أوتيرا كابيتال. ويمثل هذا قرضا إجماليا قدره 664.1 مليون دولار. بسبب جائحة كوفيد -19 في مدينة نيويورك ، تم تأجيل استكمال المبنى لمدة أربعة أشهر تقريبًا. وصل النواة الخرسانية إلى 28 طابقًا بحلول تشرين الثاني 2020،  وتم تركيب الحائط الساتر بدءًا من الشهر التالي. وصلت ناطحة السحاب إلى منتصف الطريق في نيسان 2021. اعتبارًا من تموز2021، تجاوز برج بروكلين 721 قدمًا، مما يجعله أطول مبنى في بروكلين. تم الانتهاء من المبنى في 28 تشرين الأول 2021. بحلول ذلك الوقت، كان من المتوقع أن تبدأ المبيعات في أوائل عام 2022، مع إصدار شهادة إشغال مؤقتة بحلول نهاية عام 2022.
بعد الانتهاء من بناء المبنى، أدت أزمة سلسلة التوريد العالمية إلى تباطؤ تسليم العديد من التشطيبات، بالإضافة إلى الأجهزة مثل الأبواب. وبحلول شباط 2022، وصل تركيب الواجهة إلى الطوابق السكنية العليا. رفع تشيتريت دعوى قضائية ضد جي دي اس في ذلك الشهر، مدعيًا أنه لا يزال مدينًا بمبلغ 17.9 مليون دولار بعد أن باع حصته إلى جي دي اس قبل أكثر من ثلاث سنوات. في شهر أذار من ذلك العام، انطلقت المبيعات في الشقق الواقعة فوق الطابق 52. وكانت أرخص الشقق السكنية عبارة عن استوديوهات بتكلفة 875 ألف دولار، بينما كانت أغلى الشقق المكونة من أربع غرف نوم بتكلفة 8 ملايين دولار. في ذلك الوقت، قال المستشارون العقاريون إن المشترين المحتملين ربما كانت لديهم بعض المخاوف بسبب مشكلات ميكانيكية ومشكلات تتعلق بالسلامة في مبنى شاهق آخر في مانهاتن، 432 بارك أفينيو.
استأجر المطورون الوسيط جاكي توتولو في أوائل عام 2022 لتسويق مساحات البيع بالتجزئة. في شهر أيار من ذلك العام، أصبحت شركة لايف تايم فيتنس أول مستأجر تجاري للمبنى، حيث استأجرت 100,000 قدم مربع (9,300 م2) كمركز للياقة البدنية ومساحة عمل مشتركة. كان من المقرر أن تقوم الشركة بتشغيل مساحات المرافق بالمبنى كجزء من اتفاقية الإيجار الخاصة بها. كان يجري تفكيك رافعة البناء بحلول نيسان 2022،  وكان العمال يقومون بتركيب ألواح الواجهة النهائية على التاج بعد شهرين. تم الانتهاء من الواجهة إلى حد كبير بحلول تشرين الأول 2022. خططت جي دي اس البدء بقبول طلبات استئجار الشقق في أب 2022،  لكن عملية التقديم لم تبدأ بحلول تشرين الأول من ذلك العام. تم الانتهاء من تاج برج بروكلين في شباط 2023. في الشهر التالي، عرض ستيرن 368 شقة مستأجرة ومساحات البيع بالتجزئة للبيع، وطلب ما بين 600 مليون دولار إلى 700 مليون دولار لهذه الأجزاء من المبنى. وبحلول ذلك الوقت، كان من المقرر أن يحصل المبنى على شهادة إشغال مؤقتة. بدأ يانصيب الإسكان لـ 120 شقة في نيسان. وبحلول منتصف عام 2023، كان من المتوقع افتتاح مساحات الراحة في العام المقبل.

## النقد
عندما تم بناء برج بروكلين، كتب كاتب في مجلة ورق الجدران أن تصميم البرج "كان مزيجًا رائعًا من الأشكال المتشابكة والنكسات المتتالية". أشارت مجلة الملخص المعماري إلى تصميم البرج باسم "نيو آرت ديكو". كتب مراسل سي إن إن CNN: "كان للمبنى تأثير مذهل على الهندسة المعمارية للبلدة، من ارتفاعه الشاهق إلى مظهره الخارجي الجريء المصنوع من الفولاذ الأسود المقاوم للصدأ." 
كتب الناقد المعماري جاستن ديفيدسون لمجلة كيربد في أب 2023 أنه في حين أن "مهارة الألعاب الهندسية للواجهة السفلية تتمتع بكثافة باروكية"، في الطوابق العليا، "تتغير الأنماط والنسب على طول الطريق، مما يخلق طاقة مضطربة يمكنك الشعور بها حتى من مسافة بعيدة" . وفي معرض حديثه عن برج بروكلين و 130 شارع ويليام في مانهاتن، قال ديفيدسون: "إن التصميمات لا تعبر عن وفرة المال فحسب، بل عن فلسفة معمارية متميزة: يمكن للمدينة أن تتسامح مع الشخصية".

## معرض الصور

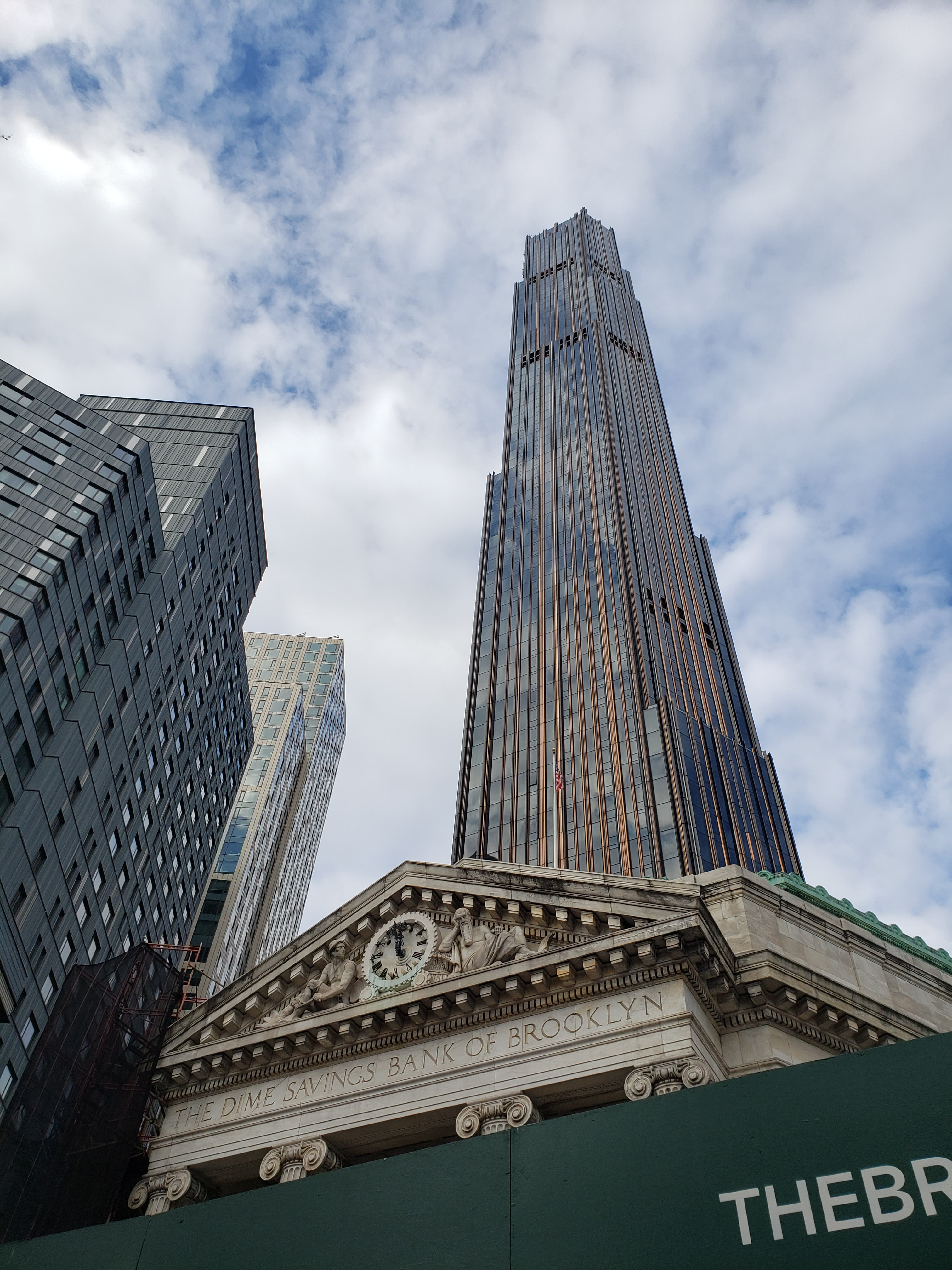
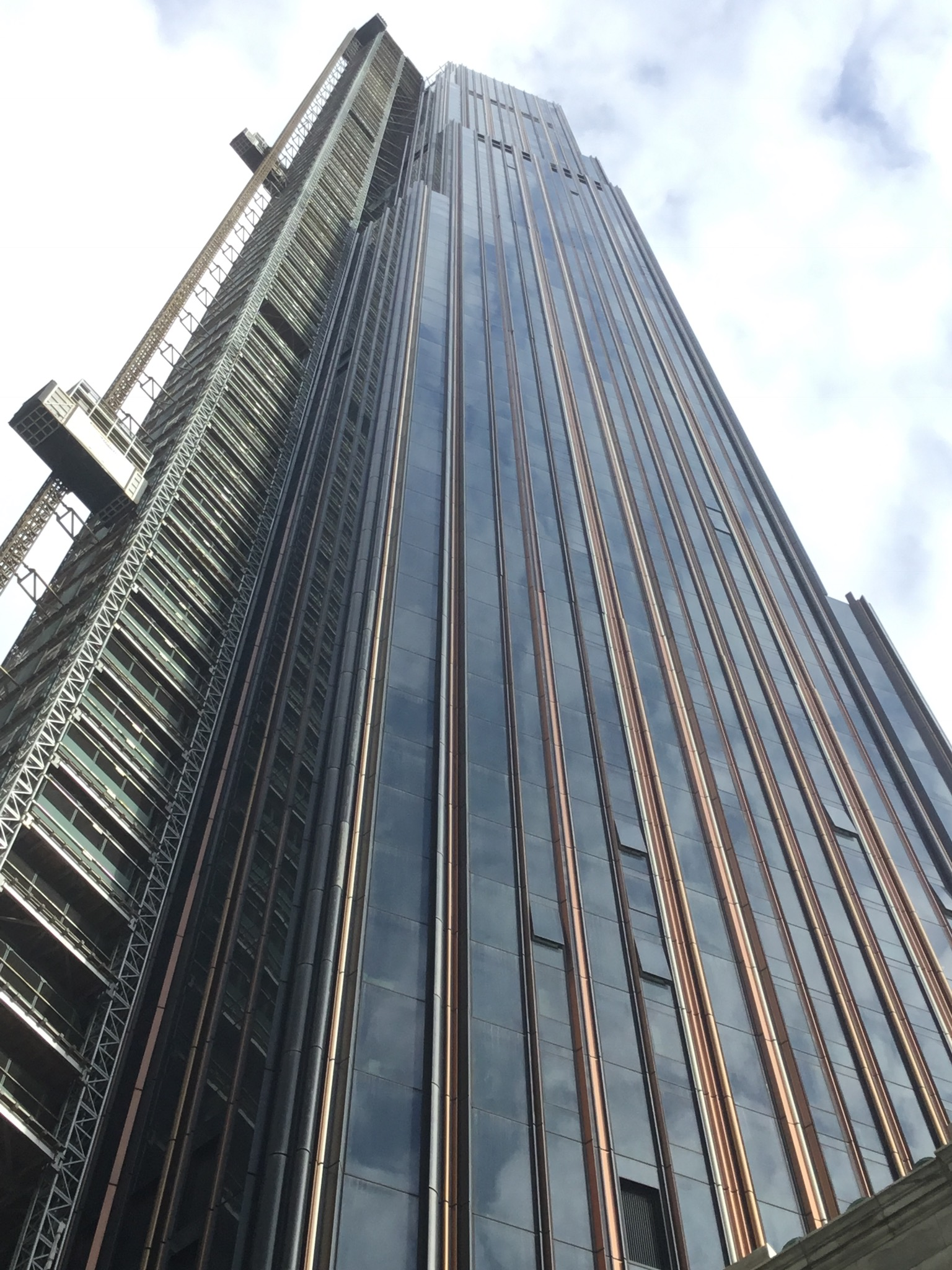
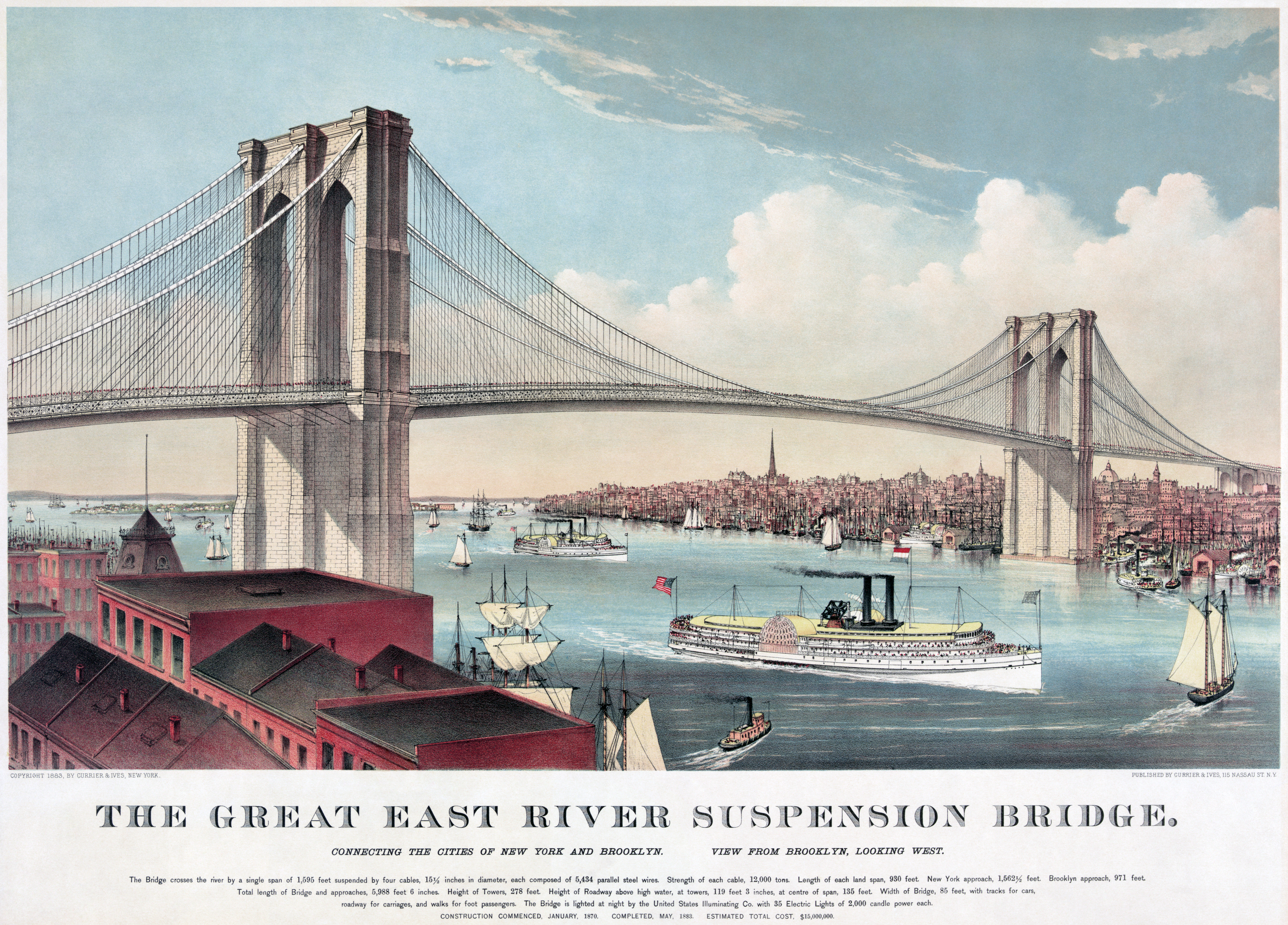
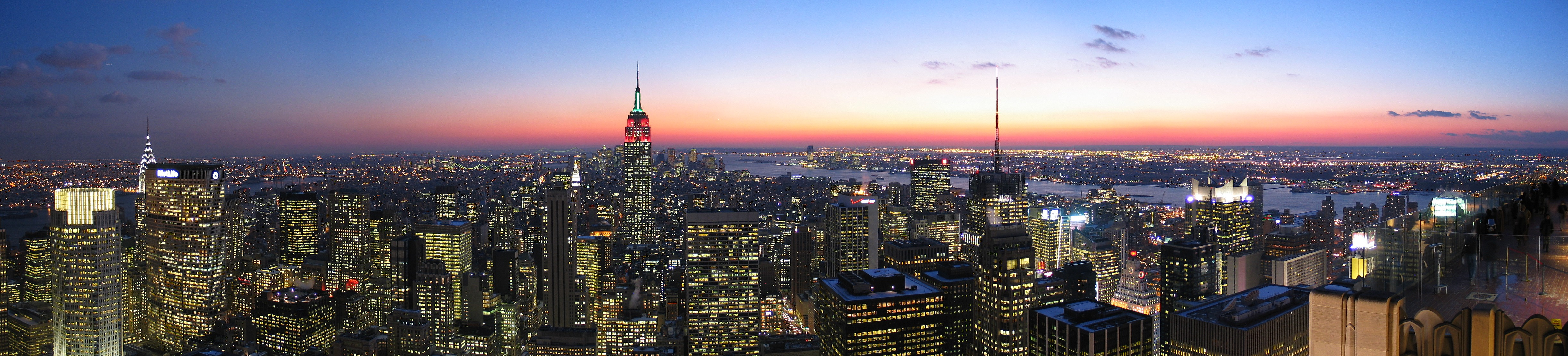
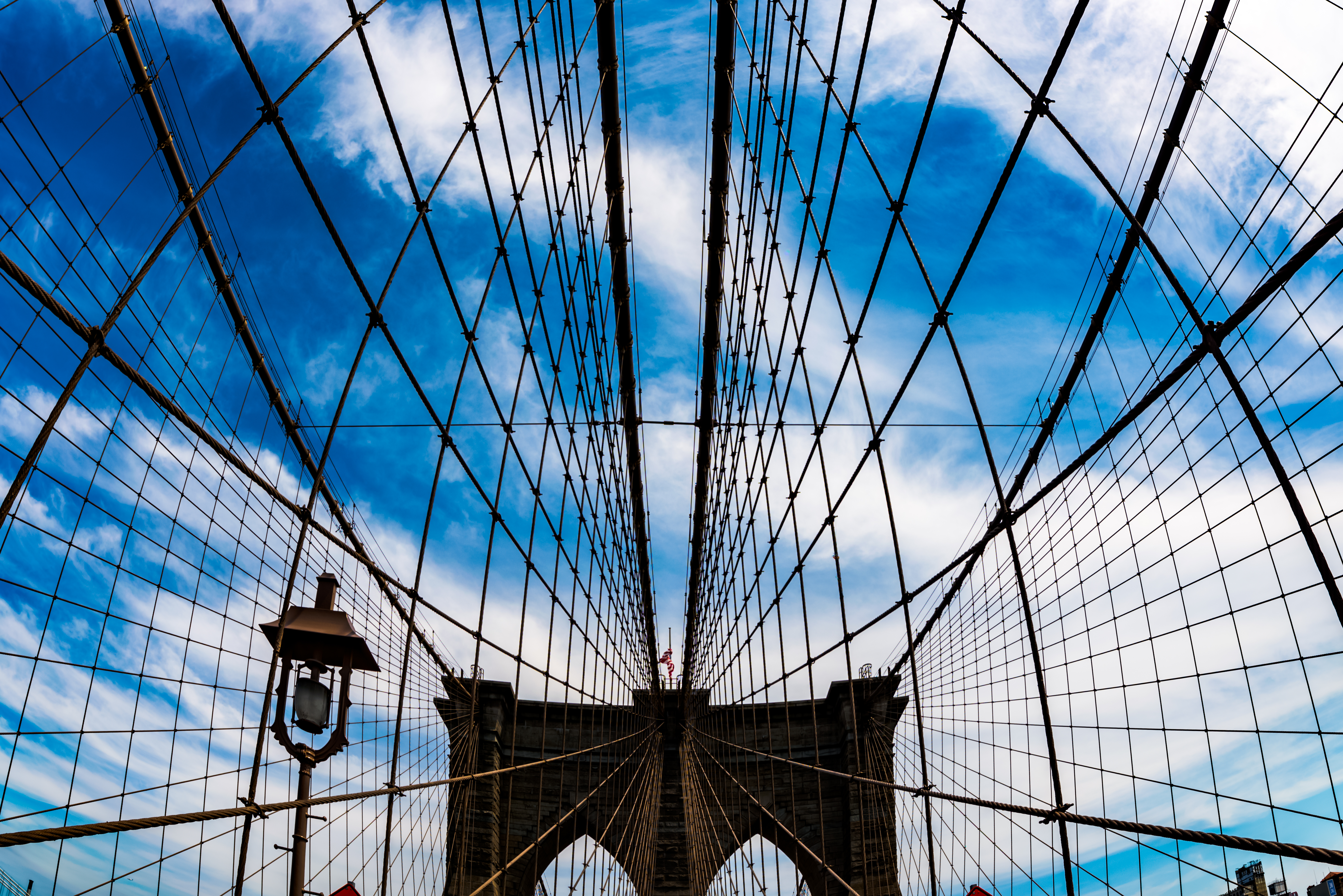
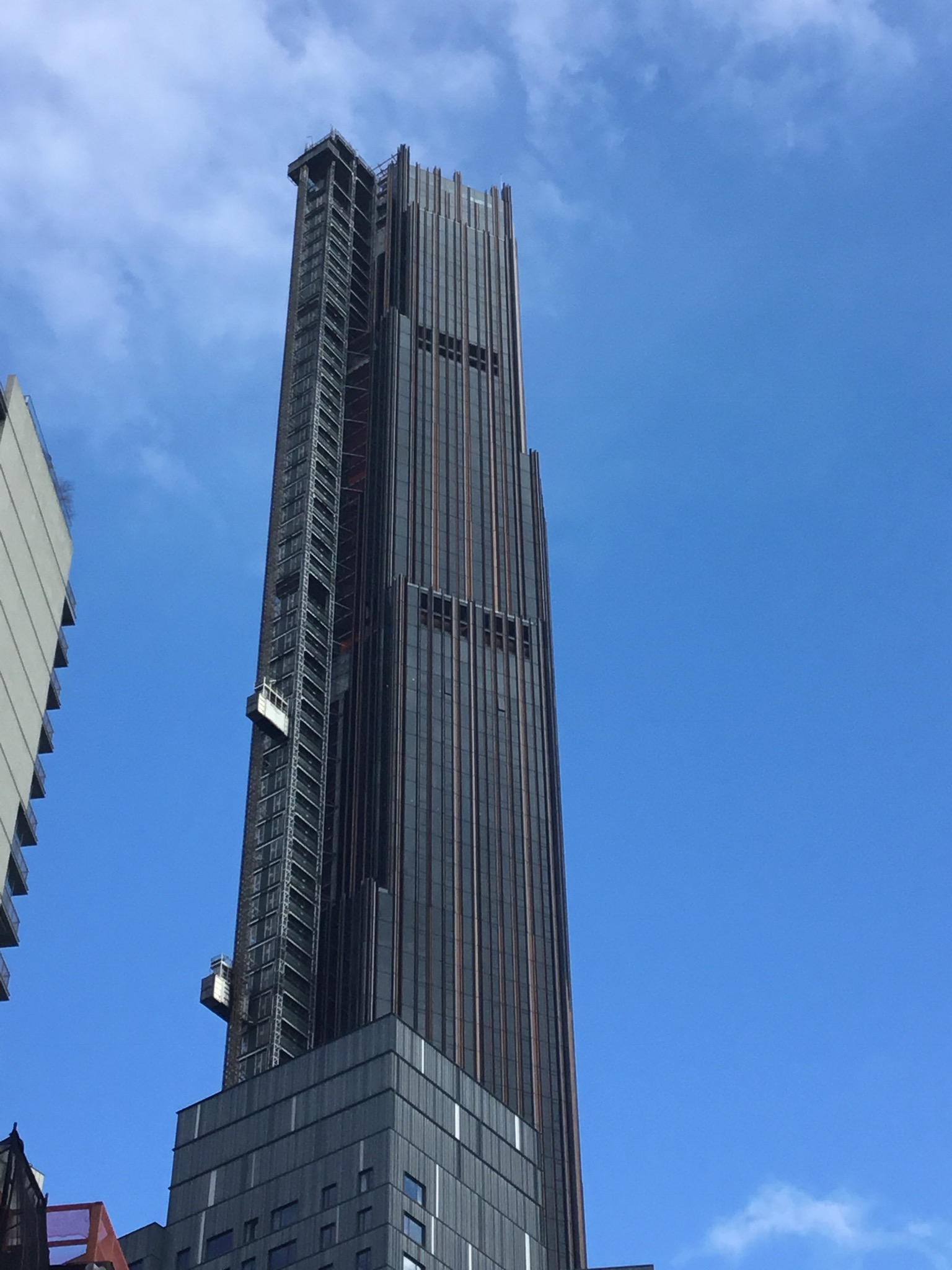

## أنظر أيضا
- قائمة أطول المباني في مدينة نيويورك.

## روابط خارجية
- الموقع الرسمي